# Belmont Park

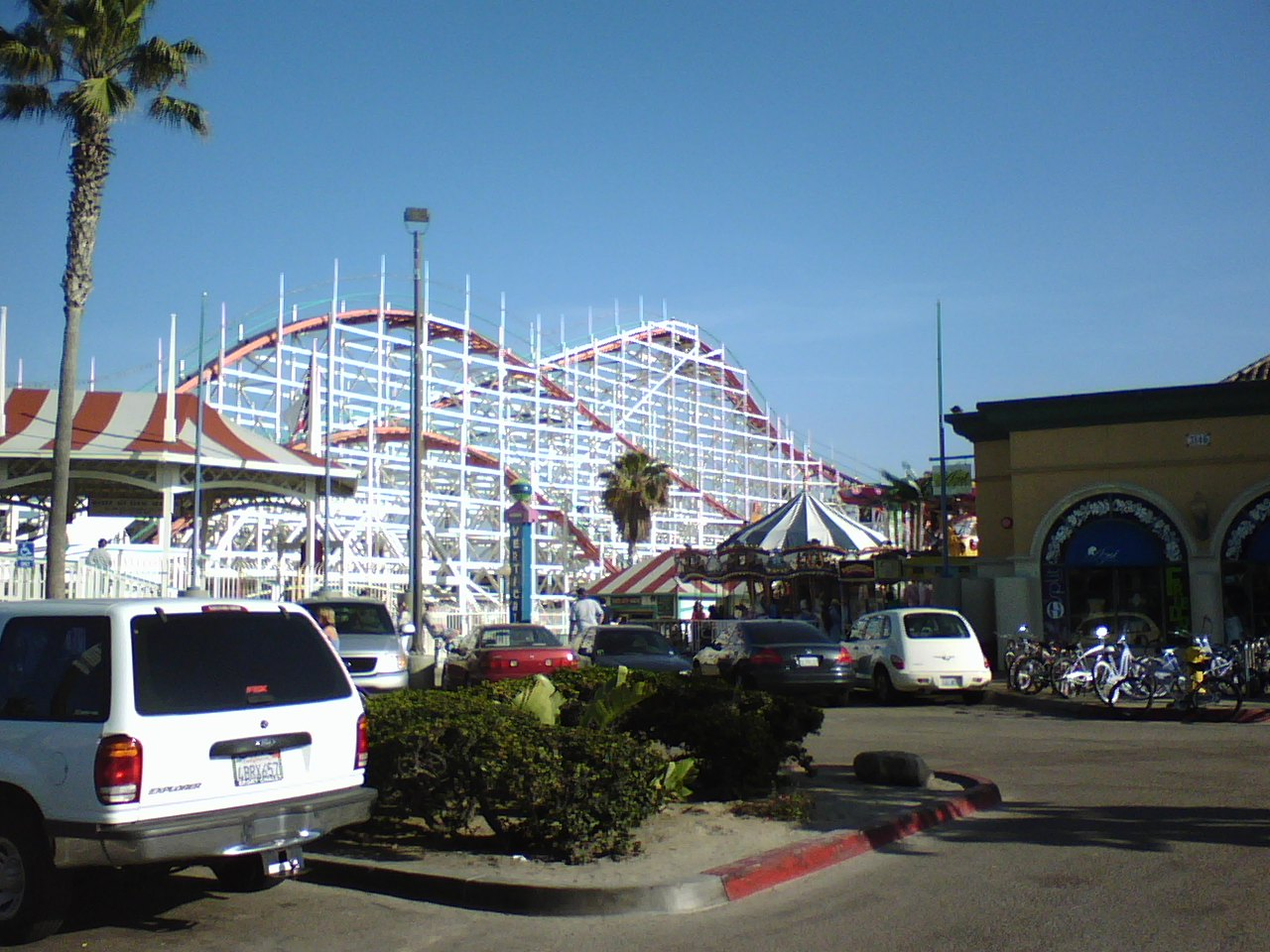
De Giant Dipper in Belmont Park.

Belmont Park is een attractiepark langs de Stille Oceaan in San Diego, in het zuidwesten van de Amerikaanse staat Californië. Het bevindt zich op een landtong tussen de Mission Bay en de oceaan. Het park werd ontwikkeld door de industrieel John D. Spreckels, die ook verantwoordelijk was voor Hotel del Coronado en de San Diego and Arizona Railway, en opende op 4 juli 1925 als het Mission Beach Amusement Center.
De achtbaan Giant Dipper, uit 1925, bestaat nog steeds en is tegenwoordig erkend als National Historic Landmark. De achtbaan sloot in 1976 en ging daarna afgebroken worden, maar werd uiteindelijk gered en gerestaureerd.